# Саррага, Анхель
А́нхель Са́ррага-и-Аргуэ́льес (исп. Ángel Zárraga y Argüelles; 16 августа 1886, Виктория-де-Дуранго, Мексика — 22 сентября 1946, Куэрнавака, Мексика) — мексиканский художник и поэт-модернист. Был среди основателей Атенея мексиканской молодёжи (объединение молодых мексиканских интеллектуалов, образованное в 1908 году).

## Биография
Анхель Саррага родился 16 августа 1886 года в семье врача Фернандо Сарраги и его жены Гвадалупе Аргуэльес в Виктория-де-Дуранго. Он рано заинтересовался изобразительным искусством и около 1903 года поступил в Академию Сан-Карлос в Мехико.
С намерением продолжить свои занятия Саррага отправился в путешествие по Европе в 1904 году. Обучение он продолжил в Королевской Академии науки и искусств Бельгии под руководством профессора Исидора Верхейдена. Позже он отправился в Испанию, где жил в течение трёх лет в таких городах, как Авила, Бургос, Мадрид, Саламанка, Сеговия, Толедо. Саррага два раза в это время участвовал в коллективных выставках, первый около 1906 года — в музее Прадо среди других пятидесяти художников, а второй раз — в январе 1907 года в Академии Сан-Карлос в Мехико (ENBA), куда вернулся только на короткое время. Позже он отправился в Италию, а в 1909 году участвовал в Салоне на площади Донателло во Флоренции. На этой выставке Музей Орана приобрёл один из его ранних шедевров — картину «Обнажённая танцовщица». Участвовал в IX Международной художественной выставке города Венеции, проходившей с 23 апреля по 30 октября 1910 года, привлёк внимание критики картиной «Марфа и Мария». После долгого путешествия по европейским городам Анхель Саррага поселился надолго в Париже в 1911 году, где впервые продемонстрировал публике свои картины «Святой Себастьян» и «Подарок». Обе картины вызвали восхищение парижских критиков.
В Мексику Анхель Саррага возвращался в это время только один раз (на короткий срок в самом начале I Мировой войны). В 1919 году он был избран в жюри Осеннего салона в Париже. В 1917 году он отвечал за художественное оформление пьесы «Антоний и Клеопатра» Уильяма Шекспира в Театре Андре Антуана в Париже. Между 1914 и 1917 годами Саррага увлёкся кубизмом (одна из картин этого периода — «Поэтесса» 1917 года), но вскоре вернулся к более реалистичному творчеству. Тем не менее в 1921 году картины кубистского периода (в основном, уже находившиеся в частных коллекциях) были представлены на успешной персональной выставке.
В 1926 году Альберто Х. Пани, мексиканский посол во Франции, попросил его украсить приёмную мексиканского посольства в Париже, где Саррага написал 18 панелей. Картины художника были представлены на выставке в Нью-Йорке. В конце 1920-х годов из-за кризиса международного рынка искусства он потерял своих покровителей и часто впадал в депрессию. Во время Второй мировой войны он вернулся в Мексику (в 1941 году), где создал фрески в клубе Банкиров и в соборе Монтеррея. 22 сентября 1946 года Анхель Саррага умер в городе Куэрнавака от воспаления лёгких.

## Особенности творчества
Саррага работал главным образом в портретном жанре, изображая забитых крестьян, нищих и пожилых людей (в Испании), художников, искусствоведов, благородных женщин (во Франции). Кисти художника принадлежат также спортивные тематические картины — в основном портреты неизвестных по имени футболистов и регбистов (некоторые из этих спортсменов позже были идентифицированы). Дотошность художника и его пристрастие к мелким деталям предполагают, по мнению некоторых искусствоведов, возможные тесные отношения между художником и его моделями.
Саррага писал стихи, и в его литературном творчестве критики видят поэтические отголоски опыта пребывания за рубежом, а также авторский комментарий к своей деятельности художника. Среди наиболее известных стихотворений Сарраги «Ода Франции» и «Три стихотворения».
Художник имел правые политические взгляды, однако жил в окружении людей, симпатизировавших левому движению. Его чувственность и религиозность часто оказывались несовместимыми с ростом радикальных социалистических движений. Тем не менее он был другом Диего Риверы, известного мексиканского художника-монументалиста, мужа Фриды Кало. Их дружба началась в Академии Сан-Карлос в Мексике, где они оба учились. Стилистические изменения творчества Сарраги были в целом незначительными. Его ранние работы были созданы в рамках символизма и характеризуются критиками как сложное соединение духовности и чувственности. Искусствовед Руди Блейс находит в творчестве художника скрытые гомосексуальные мотивы.

### Картина «Ex voto»
Наиболее известная картина Анхеля Сарраги — «Ex voto» (от латинского: «по обету», такое название картина получила из-за вотивной надписи, которая находится в нижнем правом углу, 100 х 73 сантиметров), датируется ранним периодом. Полотно создано в 1911 году и изображает Святого Себастьяна в слегка женственной позе. Интимность картины подкрепляется женской фигурой, которая входит в личное пространство святого, в ней видят трансгендерную персонификацию самого художника. Однако такой эффект несколько нейтрализуется надписью в нижней правой части картины: «Господи! Это моя мучительная и смиренная работа. Прими её, Господи! Анхель Саррага». (исп. "SEÑOR! Esta es mi obra penosa y humilde. Acéptala. SEÑOR". Angel ZARRAGA). Картина, по мнению искусствоведов, является продуктом религиозного опыта художника, связанного с детством, она наполняет зрителя атмосферой духовного созерцания, создаёт для него материальную связь, объединяющую человека с Божественным (синий фон символизирует небесное измерение). Художник посвящает свое произведение Богу и ищет через образ Святого Себастьяна «возвышенную защиту» для своего художественного вдохновения. Искусствоведы предполагают, что прототипом Святого Себастьяна мог служить Амедео Модильяни, с которым художник был хорошо знаком. Картина была продана на аукционе Кристис в 2006 году в Нью-Йорке в Рокфеллеровском центре за 284 800 долларов США.
Искусствоведы сопоставляют с женской фигурой, изображённой на картине, запись художника в своём «Сообщении в Дуранго» за 1942 год:

«В этой спальне, когда наступила ночь, моя мать, чьё имя Гвадалупе, как нашей Девы, взяла мои детские руки в свои, и, опустившись на колени, она научила меня этим молитвам…»— Анхель Саррага. Сообщение в Дуранго
Фигура Святого Себастьяна вдохновлена скульптурой «Умирающий раб» Микеланджело, показывает тонкость моделирования и хорошее знание художником анатомии. Тело словно вылеплено, изображено с виртуозным использованием материи и цвета, как будто оно было вырезано в отполированном мраморе. Святой ослабевает от боли и радости в безмятежном восторге от будущей встречи с Божественным, создавая одновременно предлог для художника подчеркнуть красоту обнажённого тела.
Саррага очень любил эту картину, воспринимал Святого Себастьяна как свой символический, метафизический и эзотерический автопортрет. Он даже сделал в 1912 году монументальный вариант этой картины, 184 на 134 сантиметров. Этот вариант полотна был куплен его другом Исидро Фабелой, который считал картину жемчужиной своей коллекции. Вариант «Ex voto», выполненный в большом формате, был выставлен на Осеннем салоне в Париже в 1912 году. На этой версии полотна в нижнем правом углу находится другой текст, сочинённый художником: «Господи, я не могу почтить тебя в замысловатых стихах. Но, Господи, прими эту простую и скромную работу, которую я сделал своими смертными руками! Анхель Саррага». В 1982 году Мексиканский национальный институт изящных искусств приобрёл полотно, в его экспозиции оно находится и в настоящее время.
По мнению искусствоведов, Анхель Зеррага смог изобразить в этой работе тоску духа, боль и печаль с помощью тонкой символики. Отображение как болезненных, так и приятных чувств в интимном ритуале приобретает эротический характер. В своём обзоре, опубликованном в Париже, а затем в Мексике, поэт и искусствовед Хуан Хосе Таблада отметил художника так же, как Рубен Дарио: оба они восхищенно писали о новичке в знаменитом авангардном салоне. Но Таблада решительно возражал против комментариев другого искусствоведа Бренделя, который указывал на смесь чувственности и мистического прикосновения греха, которые намекают на некое скрытое побуждение художника
Двойной смысл может быть обнаружен и в картине «Поклонение волхвов» (1911). Картина изображает новорожденного младенца Иисуса и трех волхвов в геометрической сетке линий. Один волхв стоит посередине и поднимает руки, словно готовится к общей молитве. Другой стоит на коленях, в позе, которая заставляет думать, будто он собирается нырять в воду. Оба волхва практически обнажены, на них нет ничего, кроме роскошных набедренных повязок и египетских головных уборов. Тела волхвов выглядят атлетическими и чувственными. Художник, по словам искусствоведа Руди Блейса, «ведёт диалог» между чувством религиозности с одной стороны и эротическим обаянием — с другой.

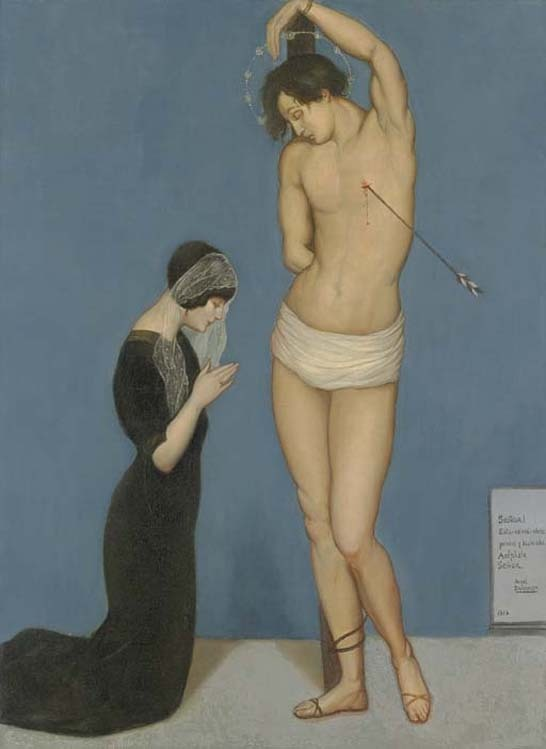
Анхель Саррага. Ex voto (Мученичество Святого Себастьяна), 1911 (Частное собрание)
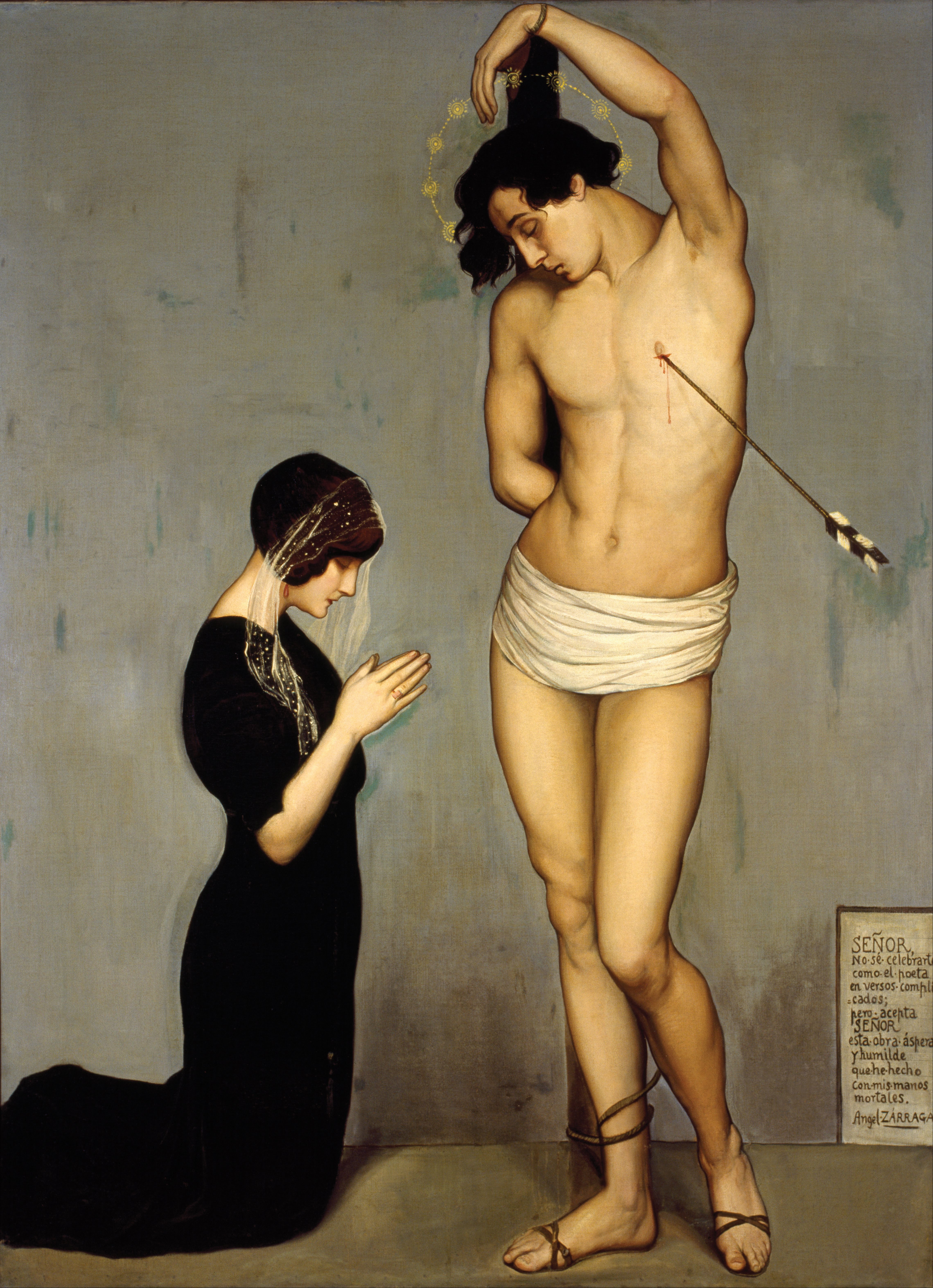
Анхель Саррага. Ex voto (Святой Себастьян), 1912 (Мексиканский национальный институт изящных искусств)
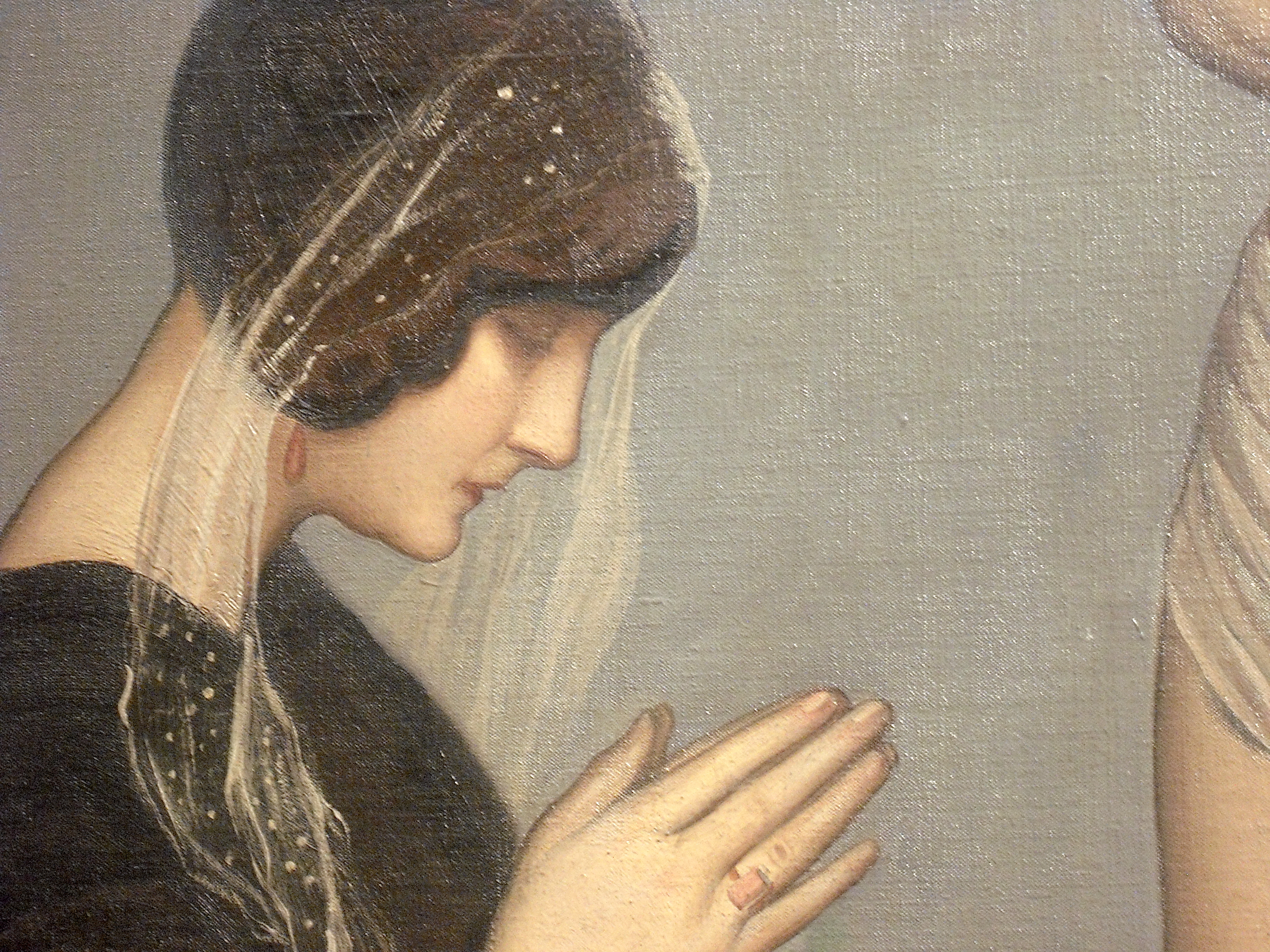
Фрагмент этой картины
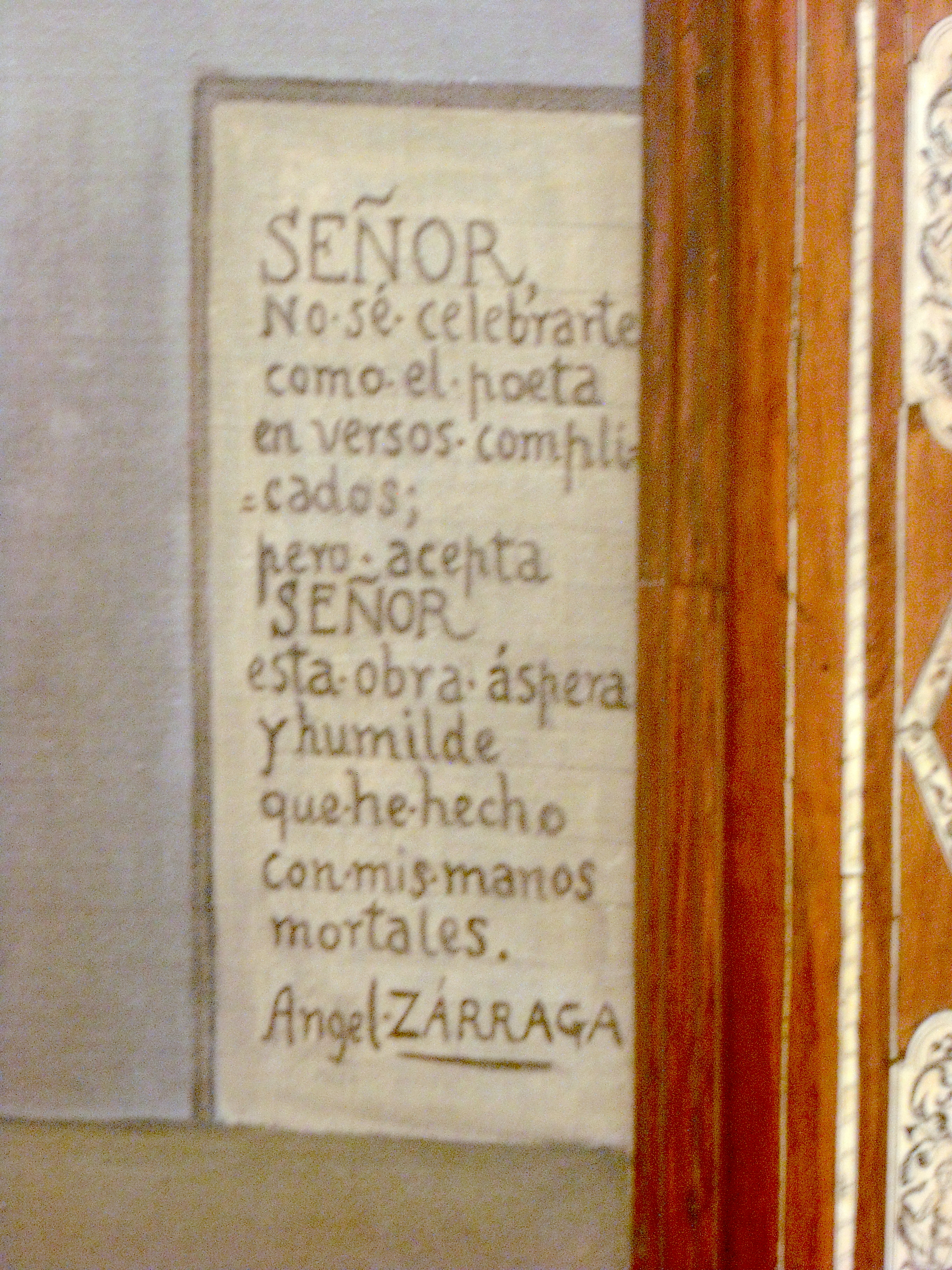
Фрагмент этой же картины

### Портреты футболистов
Живопись Саррага прошла короткий период кубистских экспериментов. Его человеческие фигуры в поздний период выглядят как почти неподвижные скульптуры и излучают определённую духовность. Так обстоит дело даже во многих портретах спортсменов, особенно футболистов. По мнению Руди Блейса, тематический выбор может быть важным сам по себе. Художник мог иметь гомосексуальную слабость к спортсменам. Чувственность заметна в его портрете актёра Рамона Новарро (1925, художник был двоюродным братом этого известного мексиканского актера, добившегося значительного успеха в Голливуде) и в картине «Три футболиста с беретом» (214,3 на 124.5 сантиметров, 1921, была выставлена на Сотбис за 600—800 тысяч долларов). Позиция каждого из трёх футболистов на картине такова, что определённая близость между всеми тремя становится неизбежной. Один держит деревянный столб левой рукой, опущенной вниз, он положил правую руку на плечо человека, стоящего посередине. Самый молодой (слева) держит мяч вместе со стоящим в центре, прямо перед его гениталиями. Центральный персонаж держит свою руку на бедре одноклубника. Правый персонаж смотрит на центрального, он, в свою очередь, смотрит в сторону. Тот, что слева, смотрит мимо художника/зрителя. Тщательно продуманная композиция предполагает близость, возможно, используемую для передачи скрытой гомосексуальности.
Саррага вошёл в историю живописи как первый художник, изобразивший женский футбол на картине «Футболистки» 1922 года. На этом полотне изображена с двумя подругами Жанетт Иванофф. Модель родилась в Польше, её настоящее имя — Жанна Мут, она лечила Саррагу во время болезни в начале Первой мировой войны, художник написал многочисленные портреты этой красивой и элегантной женщины, она стала его супругой. Иванофф профессионально занималась футболом в клубе «Sportives de Paris». Тройной портрет создан по случаю победы команды над клубом «Sportives de Reims» в финале национального чемпионата в Париже со счётом 3:0. В 1926—1927 годах он создал многочисленные портреты футболисток.
Три девушки на картине «Футболистки» стоят на переднем плане в чёрных трусах и оранжевых футболках, у их ног находится футбольный мяч; за ними белый забор, за которым другие футболистки тренируются в присутствии небольшого числа зрителей. На заднем плане видны дома и дымящие трубы завода. Художник использовал иконографию Трёх граций (в античной мифологии богинь, которые дарили людям счастье и радость жизни). Саррага дал современную интерпретацию этой темы, веками использовавшейся различными художниками — Рафаэлем, Рубенсом, Антонио Кановой. Картина показывала женщину нового типа: сильную, спортивную, уверенную в себе и современную (это демонстрируют, например, часы на запястье одной из футболисток).
В 2014 году во Дворце изящных искусств в Мехико прошла выставка «Саррага и футбол», которая широко освещалась в прессе.

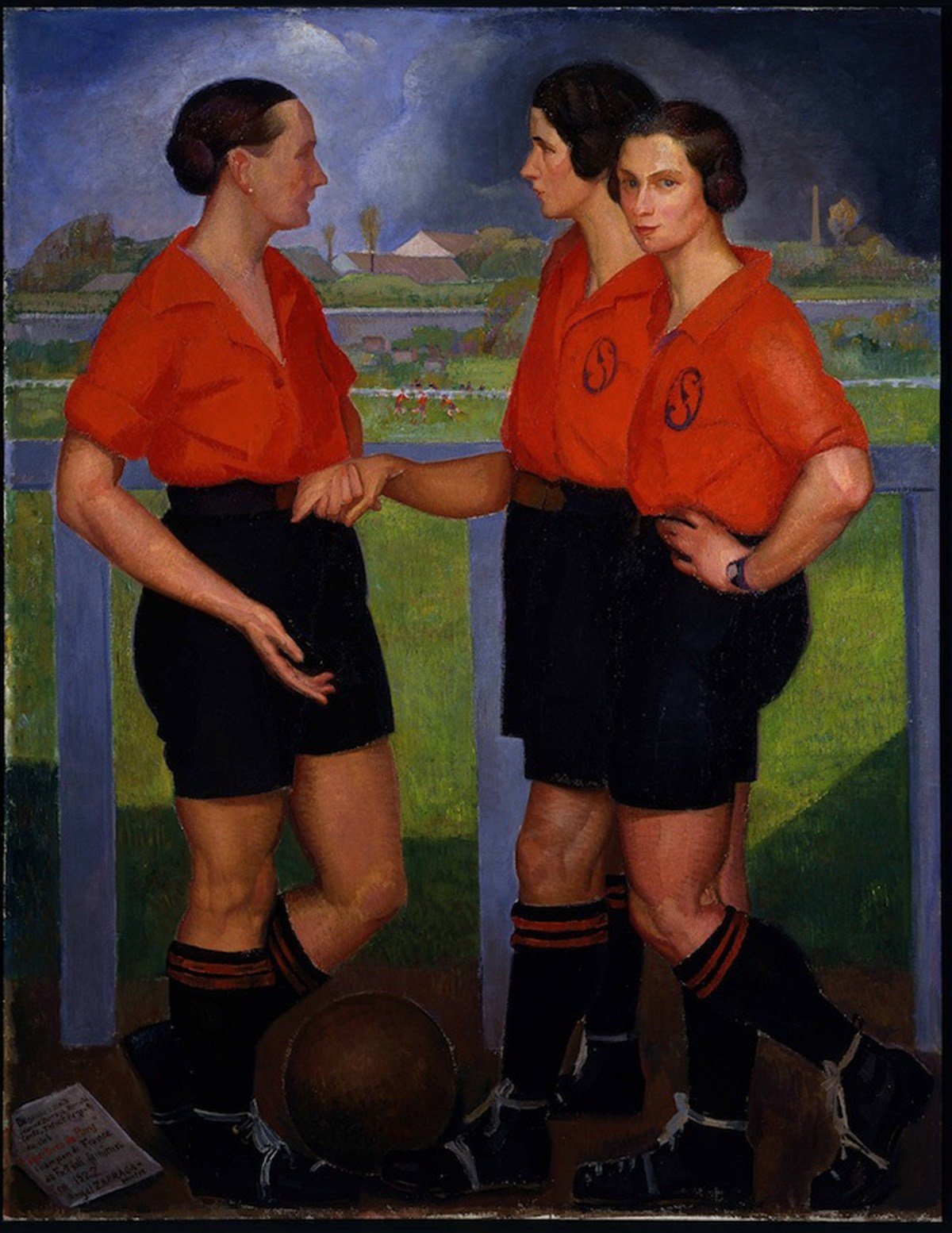
Анхель Саррага. Футболистки, 1922
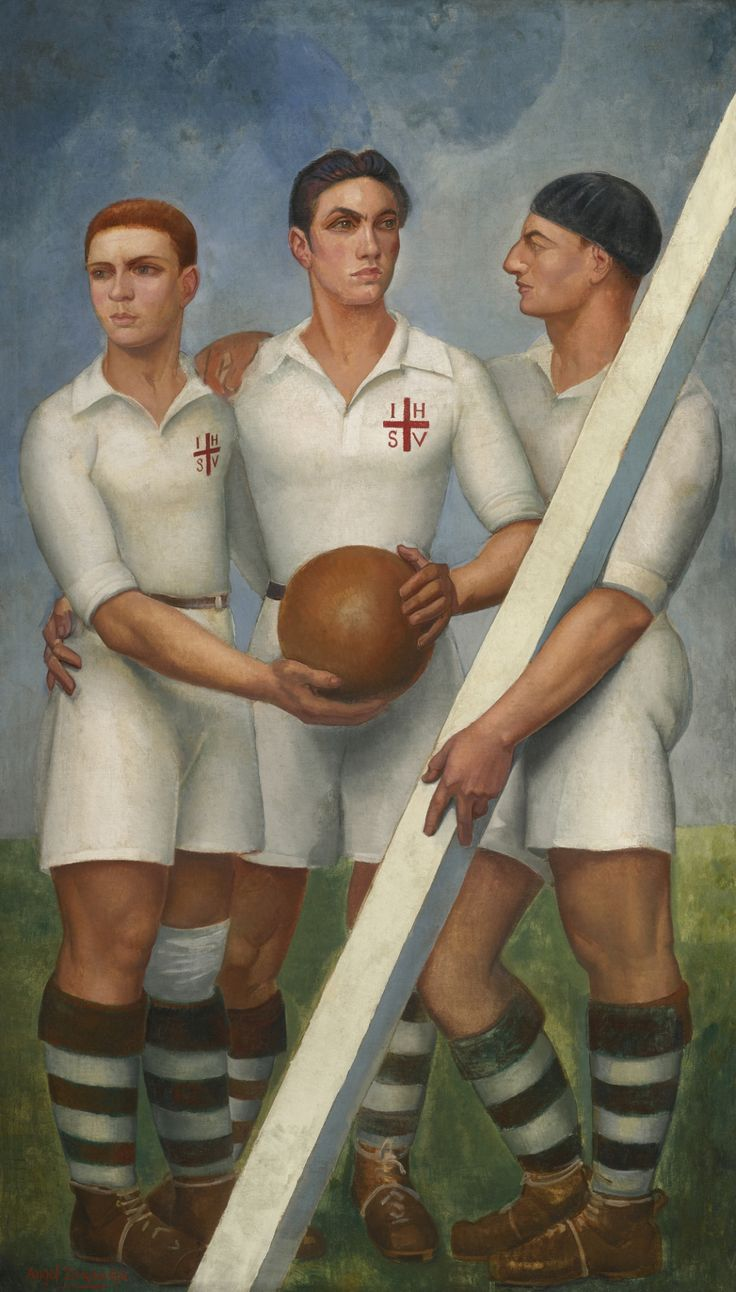
Анхель Саррага. Три футболиста с беретом, 1921
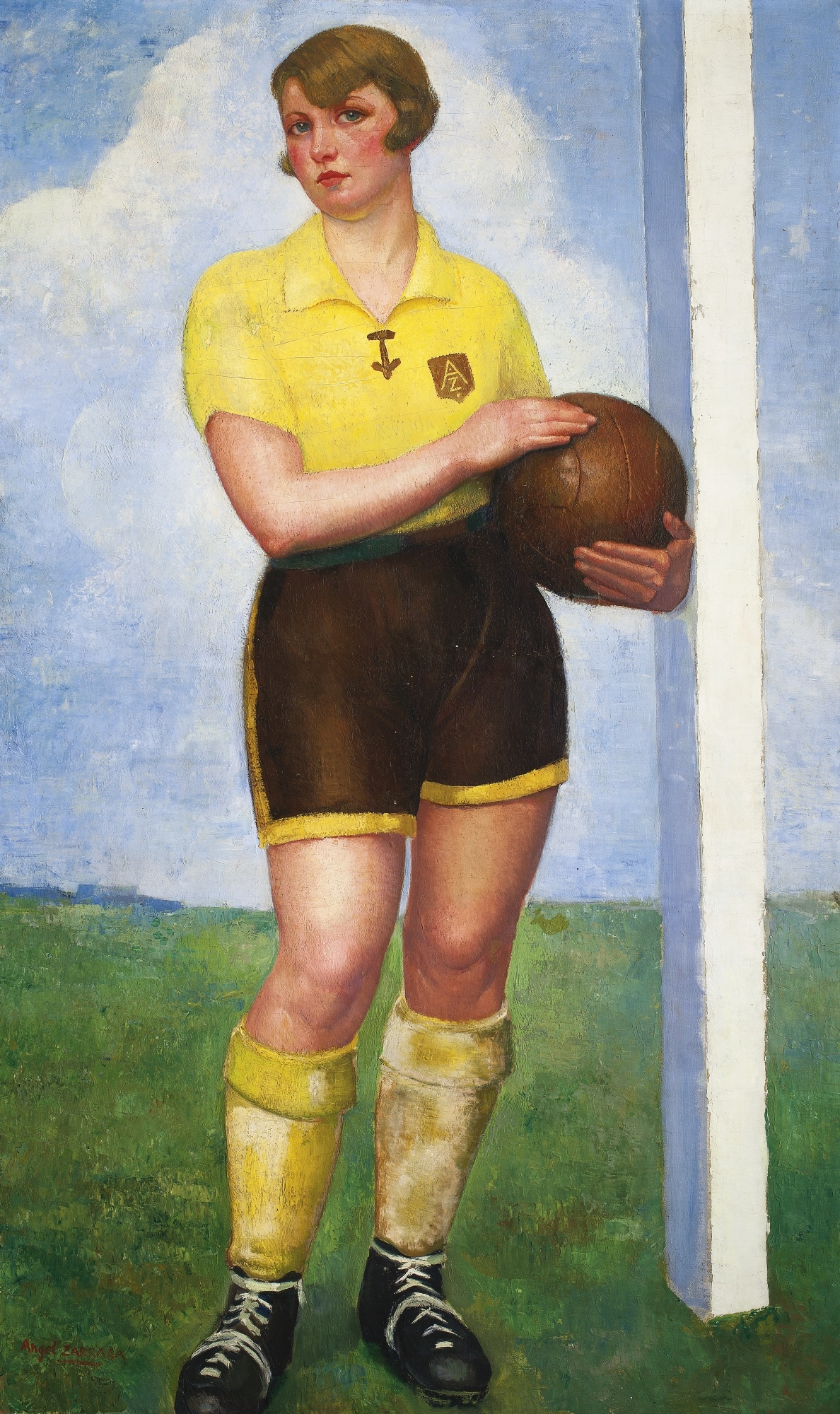
Анхель Саррага. Футболистка-блондинка, 1926
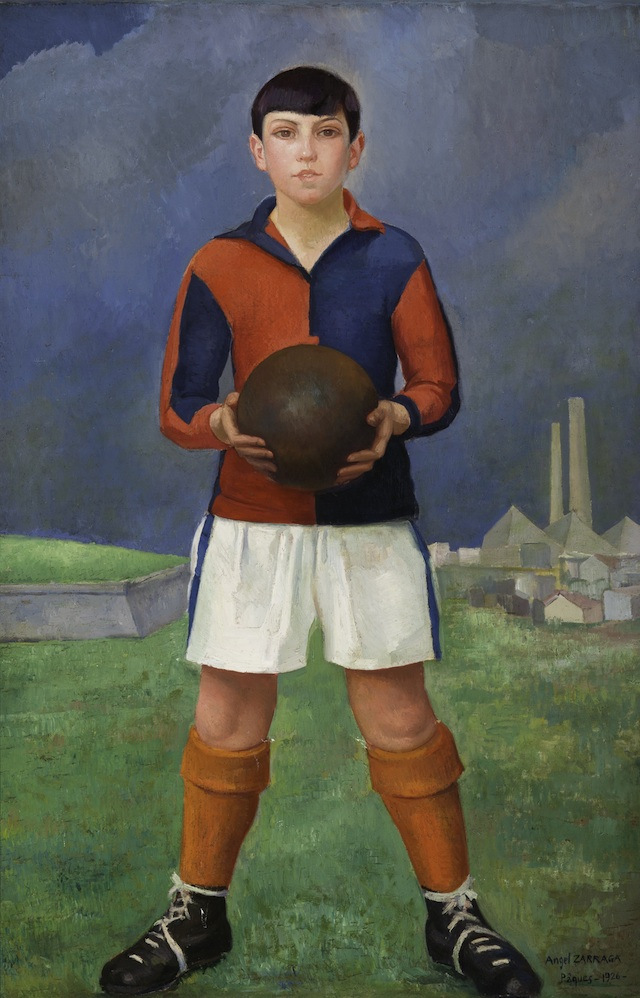
Анхель Саррага. Юный футболист, 1926
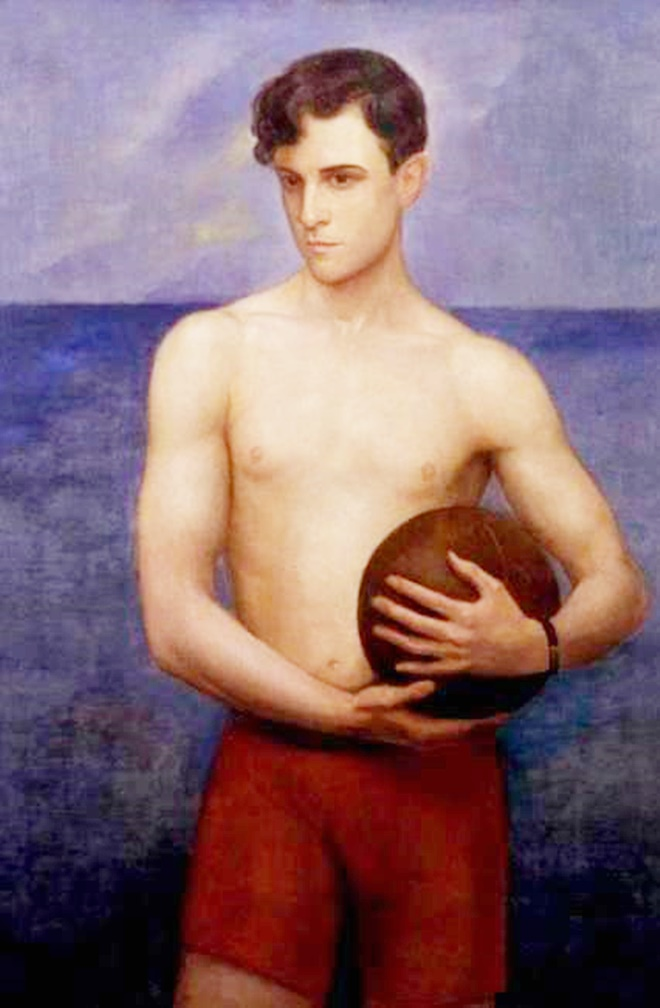
Анхель Саррага. Портрет Рамона Новарро, 1929

## Галерея

Анхель Саррага. Женщина и марионетка. 1909
Анхель Саррага. Обнажённая балерина, между 1907 и 1909
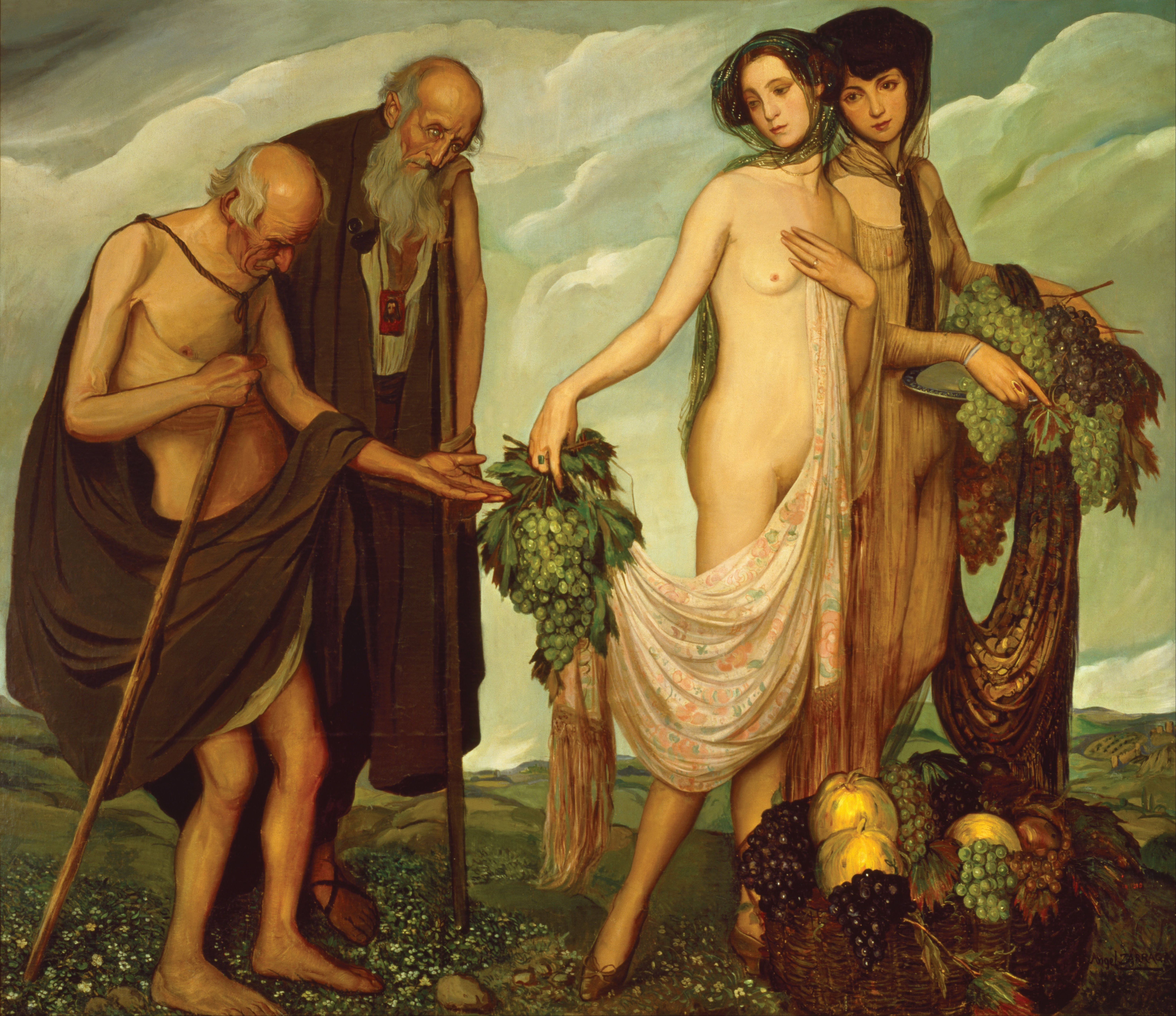
Анхель Саррага. The Gift, 1910
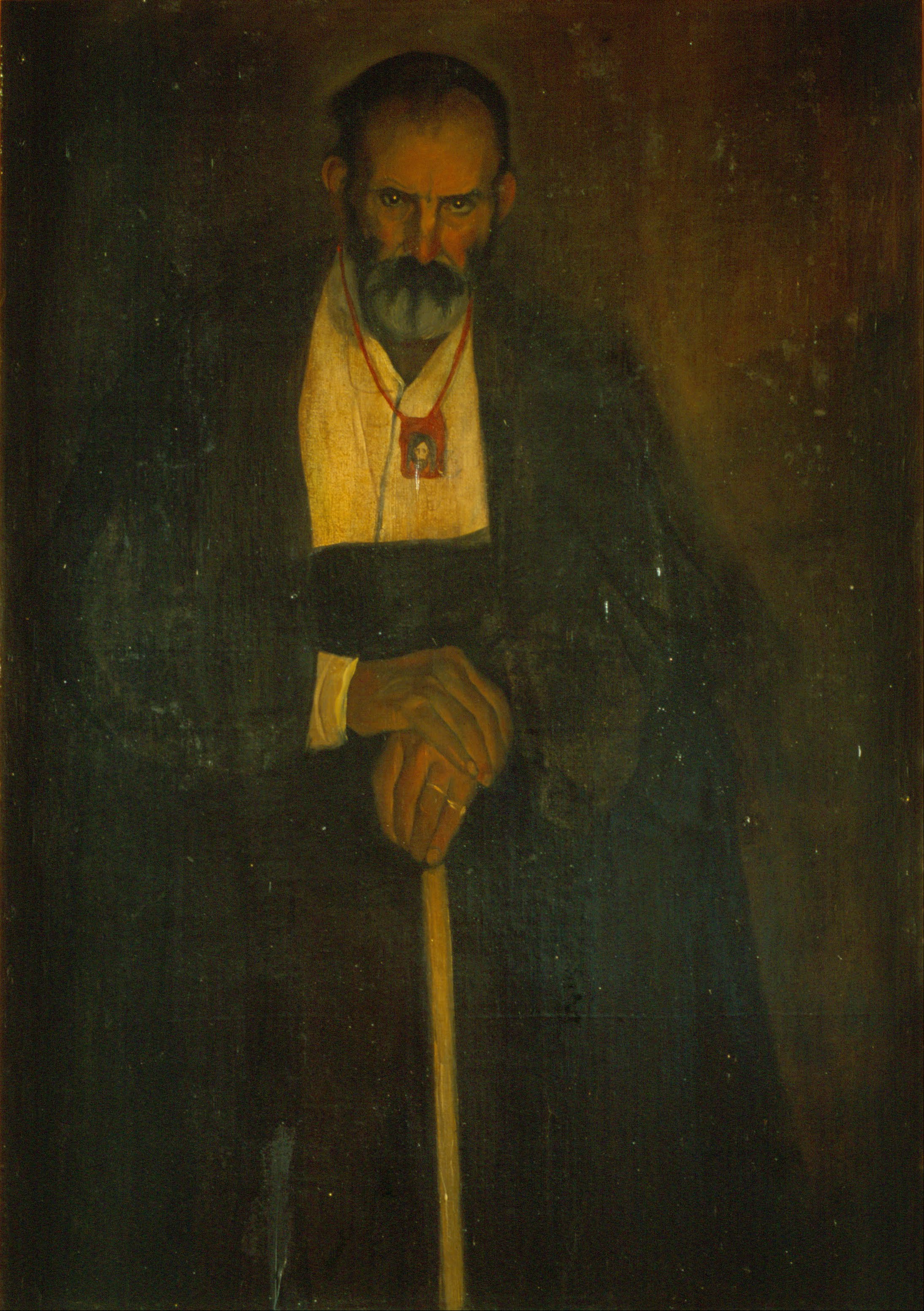
Анхель Саррага. Старик с посохом